# Leslie Stratton (skeletonster)
Leslie Stratton (9 juli 1992) is een Zweeds skeletonster en voormalig softballer die eerst uitkwam voor de Verenigde Staten.

## Carrière
Stratton studeerde van 2010 tot 2014 aan de St. Lawrence University waar ze ook softball speelde. Ze speelde van 2013 tot 2019 voor het Zweeds nationale team en nam deel aan twee Europese kampioenschappen. In 2015 startte ze ook met skeleton aanvankelijk uitkomend voor de Verenigde Staten tot in 2018 maar kwam voor 2018 nooit uit in de wereldbeker. Vanaf 2018 neemt ze deels namens Zweden, in de Wereldbeker skeleton 2019/2020 nam ze deel aan zeven wedstrijden en eindigde op een 23e plaats in het algemeen klassement. In het seizoen 2021/22 nam ze opnieuw deel aan de wereldbeker met een 29e plaats in het eindklassement als resultaat.
In zowel 2019 als 2020 nam ze deel aan het wereldkampioenschap, in 2019 werd ze individueel 21e en het jaar erop 26e.

## Resultaten

### Wereldkampioenschappen
| Jaar | Plaats    | Resultaat       |
| ---- | --------- | --------------- |
| 2019 | Whistler  | 21e Individueel |
| 2020 | Altenberg | 26e Individueel |

### Wereldbeker
Eindklasseringen
| Seizoen   | Rang |
| --------- | ---- |
| 2019/2020 | 23e  |
| 2020/2021 | /    |
| 2021/2022 | 29e  |